# 地域看護学
地域看護学（ちいきかんごがく、英語: community health nursing）は、地域住民の疾病の予防、健康水準の維持と増進を目的とする看護学の1分野である。
人々が住む地域とは、多様な人々が混在して居住しており、高齢者、障害者（精神・身体・知的）、難病患者、妊産婦、新生児・乳幼児など多様な問題と健康水準にある人々とその家族を対象とする。
1974年にカナダの厚生大臣マルク・ラロンドが、健康の決定には、1.生物学的要因のほか、2.環境、3.生活様式、4.医療へのアクセスという要因があり、これらの4つを医療領域として提唱した。また、同時期の世界保健機関の専門家委員会報告書も、慢性疾患患者の多くは病院ではなく地域で生活しており、「生活の場での看護」や「生活に目を向けた看護」についての看護教育の必要性が取り上げられた。これらをきっかけに地域看護学が提唱されるようになった。
日本では、都道府県の保健所、市区町村の保健センターに代表される行政職として実践を行う保健師活動に関連した公衆衛生看護学の他、在宅療養者を対象とする訪問看護に関連した在宅看護論に関する研究も増えつつある。両者には共通する概念や方法論も多く存在し、臨床上も密接な連携により成り立つ場合が多いが、前者は「地区診断」といった言葉に示されるように地域そのものを看護の対象とし、比較的高い健康水準にある人々も対象とするのに対して、後者は家族や地域との関連性を考慮しながらも、病院から継続した医療の提供やターミナルケアなど個別の在宅療養者を対象としていることが多い。広義では、上記に加え、産業看護や学校保健を内包して、地域看護学と称することもある。